# موراي وليامز
موراي وليامز (بالإنجليزية: Murray Williams)‏ هو لاعب اتحاد الرغبي نيوزيلندي، ولد في 27 يونيو 1982 في أوكلاند في نيوزيلندا.